# Oberlandesgericht Königsberg (1808–1849)
Das Oberlandesgericht Königsberg war von 1808 bis 1849 ein preußisches Oberlandesgericht mit Sitz in Königsberg.

## Geschichte
In Königsberg bestand bis 1808 die Ostpreußische Regierung. Die Gerichte im Königreich Preußen hatten Ende des 18. Jahrhunderts historisch gewachsene Aufgaben, Zuschnitte und Bezeichnungen. Im Rahmen der Preußischen Reformen versuchte man, eine einheitliche Systematik einzurichten und begann damit bei den Mittelgerichten. Die Verordnung wegen verbesserter Einrichtung der Provinzial-Polizei- u. Finanz-Behörden vom 26. Dezember 1808 bestimmte, dass die unter verschiedenen Bezeichnungen wie Oberamtsregierung oder Hofgericht firmierenden obersten Gerichte jedes Landesteils künftig Ober-Landesgericht heißen sollten. Damit wurde die Ostpreußische Regierung in das Oberlandesgericht Königsberg umgewandelt.
Nach der Restrukturierung des Staatsterritoriums 1815 sollte jeder Regierungsbezirk zugleich das Departement (= Zuständigkeitsbereich) eines Oberlandesgerichts bilden. Entsprechend war das Oberlandesgericht Königsberg für den Regierungsbezirk Königsberg zuständig.
Nach der Märzrevolution wurden die Patrimonialgerichte abgeschafft und die Oberlandesgerichte durch Appellationsgerichte ersetzt. In Königsberg entstand 1849 so das Ostpreußische Tribunal zu Königsberg.

## Untergerichte
Dem Oberlandesgericht Königsberg waren folgende Gerichte nachgeordnet:
| Art                                     | Gericht                                               | Sitz              | Anmerkungen |
| --------------------------------------- | ----------------------------------------------------- | ----------------- | --- |
| Sonstige                                | Fürstbischöflich Ermländisches Landvoigteigericht     | Heilsberg         | Das Fürstbistum Ermland kam bei der ersten polnischen Teilung 1772 zu Preußen und wurde säkularisiert. Das Gericht war damit faktisch ein staatliches Gericht und wurde später als Königliches Ermländisches Landvoigteigericht bezeichnet. 1823 wurde das Stadtgericht Heilsberg und das Justizamt Heilsberg auf das Landvogteigericht verschmolzen. |
| Geistliche Gerichte des Bistums Ermland | Officialat Frauenburg (1. Instanz)                    | Frauenburg        | |
| Geistliche Gerichte des Bistums Ermland | Appellationsgericht Frauenburg (2. Instanz)           | Frauenburg        | |
| Geistliche Gerichte des Bistums Ermland | Prosynodalgericht Frauenburg (3. Instanz)             | Frauenburg        | |
| Erb-Hauptämter                          | Erbhauptämter Gerdauen und Nordenburg                 | Gerdauen          | Besitzer war die Familie Schlieben |
| Erb-Hauptämter                          | Erbhauptamt Gilgenburg                                | Gilgenburg        | Besitzer war die Familie Finck von Finckenstein, ab 1831 Land- und Stadtgericht Gilgenburg |
| Sonstige                                | Ostpreußisches Commerz- und Admiralitätskollegium     | Königsberg        | |
| Staatliche Gerichte 1. Klasse           | Stadtgericht Königsberg                               | Königsberg        | |
| Staatliche Gerichte 1. Klasse           | Land- und Stadtgericht Braunsberg                     | Braunsberg        | 1821 entstand aus dem Stadtgericht Braunsberg, dem Justizamt Braunsberg und dem Justizamt Frauenburg und anderen das Land- und Stadtgericht Braunsberg. 1837 kam noch das Stadtgericht Frauenburg hinzu |
| Staatliche Gerichte 1. Klasse           | Land- und Stadtgericht Memel                          | Memel             | 1811 aus dem Stadtgericht Memel gebildet |
| Staatliche Gerichte 2. Klasse           | Land- und Stadtgericht Allenburg                      | Allenburg         | 1822 aus dem Stadtgericht Allenburg und dem Justizamt Natangen errichtet |
| Staatliche Gerichte 2. Klasse           | Land- und Stadtgericht Allenstein                     | Allenstein        | 1823 errichtet, Später 1. Klasse |
| Staatliche Gerichte 2. Klasse           | Land- und Stadtgericht Barten                         | Barten            | 1823 aus dem Stadtgericht Barten und Teilen des Justizamt Rastenburg errichtet |
| Staatliche Gerichte 2. Klasse           | Land- und Stadtgericht Bartenstein                    | Bartenstein       | 1822 aus dem Stadtgericht Bartenstein, dem Justizamt Bartenstein und anderen errichtet |
| Staatliche Gerichte 2. Klasse           | Land- und Stadtgericht Bischofsburg                   | Bischofsburg      | 1828 errichtet |
| Staatliche Gerichte 2. Klasse           | Land- und Stadtgericht Bischofstein                   | Bischofstein      | 1827 aus dem Stadtgericht Bischofstein und einigen benachbarten Orten errichtet |
| Staatliche Gerichte 2. Klasse           | Land- und Stadtgericht Drengfurth                     | Drengfurth        | 1823 aus dem Stadtgericht Drengfurth und Teilen des Justizamt Rastenburg errichtet |
| Staatliche Gerichte 2. Klasse           | Land- und Stadtgericht Preußisch Eylau                | Preußisch Eylau   | 1822 aus dem Stadtgericht Preußisch Eylau und dem Justizamt Preußisch Eylau errichtet |
| Staatliche Gerichte 2. Klasse           | Land- und Stadtgericht Fischhausen                    | Fischhausen       | 1822 aus dem Stadtgericht Fischhausen und dem vereinigten Justizamt Fischhausen und Justizamt Kragau errichtet, Später 1. Klasse |
| Staatliche Gerichte 2. Klasse           | Land- und Stadtgericht Gerdauen                       | Gerdauen          | 1821 aus dem Stadtgericht Gerdauen und dem Justizamt Wandlacken errichtet |
| Staatliche Gerichte 2. Klasse           | Land- und Stadtgericht Guttstadt                      | Guttstadt         | 1822 aus dem Stadtgericht Guttstadt und Teilen der Justizämter Wormditt, Seeburg, Wartenburg und Allenstein errichtet |
| Staatliche Gerichte 2. Klasse           | Land- und Stadtgericht Heiligenbeil                   | Heiligenbeil      | 1823 aus dem Stadtgericht Heiligenbeil, dem Justizamt Balga und dem Justizamt Carben errichtet |
| Staatliche Gerichte 2. Klasse           | Land- und Stadtgericht Hohenstein                     | Hohenstein        | 1823 aus dem Stadtgericht Hohenstein und dem Justizamt Hohenstein errichtet |
| Staatliche Gerichte 2. Klasse           | Land- und Stadtgericht Preußisch Holland              | Preußisch Holland | 1822 aus dem Stadtgericht Preußisch Holland und dem Justizamt Preußisch Holland errichtet. 1844 kam das Stadtgericht Mühlhausen dazu |
| Staatliche Gerichte 2. Klasse           | Land- und Stadtgericht Labiau                         | Labiau            | 1821 aus dem Stadtgericht Labiau, dem Justizamt Labiau und dem Justizamt Laukischken errichtet, Später 1. Klasse |
| Staatliche Gerichte 2. Klasse           | Land- und Stadtgericht Mehlsack                       | Mehlsack          | 1821 aus dem Stadtgericht Mehlsack und einem Teil des Justizamt Mehlsack errichtet |
| Staatliche Gerichte 2. Klasse           | Land- und Stadtgericht Ortelsburg                     | Ortelsburg        | 1821 errichtet |
| Staatliche Gerichte 2. Klasse           | Land- und Stadtgericht Passenheim                     | Passenheim        | 1828 errichtet |
| Staatliche Gerichte 2. Klasse           | Land- und Stadtgericht Rastenburg                     | Rastenburg        | 1823 aus dem Stadtgericht Rastenburg und Teilen des Justizamt Rastenburg errichtet |
| Staatliche Gerichte 2. Klasse           | Land- und Stadtgericht Rößel                          | Rößel             | 1824 aus dem Stadtgericht Rößel, dem Stadtgericht Bischofstein und dem Justizamt Rößel errichtet |
| Staatliche Gerichte 2. Klasse           | Land- und Stadtgericht Saalfeld                       | Saalfeld          | 1823 aus dem Stadtgericht Saalfeld und dem Justizamt Preußisch Mark errichtet |
| Staatliche Gerichte 2. Klasse           | Land- und Stadtgericht Seeburg                        | Seeburg           | 1823 aus dem Stadtgericht Seeburg, dem Stadtgericht Bischofsburg und Teilen der Justizämter Seeburg, Rößel und anderer errichtet |
| Staatliche Gerichte 2. Klasse           | Land- und Stadtgericht Tapiau                         | Tapiau            | 1822 aus dem Stadtgericht Tapiau und dem Justizamt Tapiau errichtet, Später 1. Klasse |
| Staatliche Gerichte 2. Klasse           | Land- und Stadtgericht Wartenburg                     | Wartenburg        | 1823 aus dem Stadtgericht Wartenburg und dem Justizamt Wartenburg errichtet |
| Staatliche Gerichte 2. Klasse           | Land- und Stadtgericht Wehlau                         | Wehlau            | 1821 aus dem Stadtgericht Wehlau und dem Justizamt Wehlau errichtet, Später 1. Klasse |
| Staatliche Gerichte 2. Klasse           | Land- und Stadtgericht Willenberg                     | Willenberg        | 1822 aus dem Stadtgericht Willenberg und dem Justizamt Willenberg errichtet |
| Staatliche Gerichte 2. Klasse           | Land- und Stadtgericht Wormditt                       | Wormditt          | 1822 aus dem Stadtgericht Wormditt und Teilen des Justizamt Wormditt errichtet |
| Staatliche Gerichte 2. Klasse           | Stadtgericht Creuzburg                                | Creuzburg         | ab 1826 Land- und Stadtgericht Creuzburg (gemeinsam mit einigen Gerichten aus dem Landgericht Königsberg) |
| Staatliche Gerichte 2. Klasse           | Stadtgericht Domnau                                   | Domnau            | ab 1827 Land- und Stadtgericht Domnau (gemeinsam mit einigen Ortschaften aus dem Landgericht Königsberg) |
| Staatliche Gerichte 2. Klasse           | Stadtgericht Frauenburg                               | Frauenburg        | ging 1837 an das Land- und Stadtgericht Braunsberg |
| Staatliche Gerichte 2. Klasse           | Stadtgericht Friedland                                | Friedland         | |
| Staatliche Gerichte 2. Klasse           | Stadtgericht Gilgenburg                               | Gilgenburg        | ab 1831 Land- und Stadtgericht Gilgenburg |
| Staatliche Gerichte 2. Klasse           | Stadtgericht Landsberg                                | Landsberg         | |
| Staatliche Gerichte 2. Klasse           | Stadtgericht Liebemühl                                | Liebemühl         | 1827 zum Land- und Stadtgericht Osterode |
| Staatliche Gerichte 2. Klasse           | Stadtgericht Liebstadt                                | Liebstadt         | ab 1827 Land- und Stadtgericht Liebstadt (gemeinsam mit dem Justizamt Liebstadt) |
| Staatliche Gerichte 2. Klasse           | Stadtgericht Mohrungen                                | Mohrungen         | ab 1827 Land- und Stadtgericht Mohrungen, gemeinsam mit dem Justizamt Mohrungen und anderen |
| Staatliche Gerichte 2. Klasse           | Stadtgericht Mühlhausen                               | Mühlhausen        | 1844 an das Land- und Stadtgericht Preußisch Holland |
| Staatliche Gerichte 2. Klasse           | Stadtgericht Neidenburg                               | Neidenburg        | ab 1828 Land- und Stadtgericht Neidenburg (gemeinsam mit dem Justizamt Neidenburg), später 1. Klasse |
| Staatliche Gerichte 2. Klasse           | Stadtgericht Nordenburg                               | Nordenburg        | |
| Staatliche Gerichte 2. Klasse           | Stadtgericht Osterode                                 | Osterode          | ab 1827 Land- und Stadtgericht Osterode (gemeinsam mit dem Stadtgericht Liebemühl und dem Justizamt Osterode) |
| Staatliche Gerichte 2. Klasse           | Stadtgericht Pillau                                   | Pillau            | |
| Staatliche Gerichte 2. Klasse           | Stadtgericht Schippenbeil                             | Schippenbeil      | |
| Staatliche Gerichte 2. Klasse           | Stadtgericht Soldau                                   | Soldau            | ab 1824 gemeinsam mit dem Justizamt Soldau zum Land- und Stadtgericht Soldau |
| Staatliche Gerichte 2. Klasse           | Stadtgericht Zinten                                   | Zinten            | ab 1826 Land- und Stadtgericht Zinten (zusammen mit einigen Orten aus dem Land- und Stadtgericht Heiligenbeil) |
| Staatliche Gerichte 2. Klasse           | Landgericht Königsberg                                | Königsberg        | Entstand 1823 aus den Justizämtern Brandenburg, Kobbelbude und Uderwangen. 1826 kam noch ein Teil des Justizamtes Caporn hinzu. Ab 1827 wurde das Landgericht als 1. Landgericht Königsberg bezeichnet. |
| Staatliche Gerichte 2. Klasse           | Samländisches Landgericht Königsberg                  | Königsberg        | Entstand 1827 aus den Justizämtern Grünhof, Rossitten, Neuhausen und Waldau und noch dem anderen Teil des Justizamtes Caporn. |
| Staatliche Gerichte 2. Klasse           | Justizamt Brandenburg                                 | Brandenburg       | 1826 dem Königsberger Landgericht zugeordnet |
| Staatliche Gerichte 2. Klasse           | Justizamt Kobbelbude                                  | Kobbelbude        | 1826 dem Königsberger Landgericht zugeordnet |
| Staatliche Gerichte 2. Klasse           | Justizamt Uderwangen                                  | Uderwangen        | 1826 dem Königsberger Landgericht zugeordnet |
| Staatliche Gerichte 2. Klasse           | Justizamt Caporn                                      | Caporn            | 1826/27 auf die beiden Königsberger Landgerichte verteilt |
| Staatliche Gerichte 2. Klasse           | Justizamt Caymen und Schaaken                         | Königsberg        | 1826 zu einem gemeinsamen Justizamt kombiniert. 1847 dem Landgericht Königsberg zugeordnet. |
| Staatliche Gerichte 2. Klasse           | Justizamt Grünhof und Rossitten                       | Grünhof           | 1827 dem Samländisches Landgericht Königsberg zugeordnet |
| Staatliche Gerichte 2. Klasse           | Justizamt Liebstadt                                   | Liebstadt         | ab 1827 Land- und Stadtgericht Liebstadt (gemeinsam mit dem Stadtgericht Liebstadt) |
| Staatliche Gerichte 2. Klasse           | Justizamt Mehlauken                                   | Mehlauken         | Wurde 1822 mit dem reformierten Kirchamt Spannegeln verbunden und 1847 in das Landgericht Mehlauken umgewandelt. |
| Staatliche Gerichte 2. Klasse           | Justizamt Mohrungen und Osterode                      | Mohrungen         | 1827 aufgehoben und im Land- und Stadtgericht Mohrungen bzw. Osterode aufgegangen |
| Staatliche Gerichte 2. Klasse           | Justizamt Neidenburg und Soldau                       | Neidenburg        | Das Justizamt Soldau kam 1824 zum Land- und Stadtgericht Soldau, das Justizamt Neidenburg zum Land- und Stadtgericht Neidenburg |
| Staatliche Gerichte 2. Klasse           | Justizamt Neuhausen und Waldau                        | Neuhausen         | 1827 dem Samländisches Landgericht Königsberg zugeordnet |
| Staatliche Gerichte 2. Klasse           | Justizamt Prökuls                                     | Prökuls           | |
| Patrimonialgerichte                     | Burggräflich und Gräflich zu Dohnasche Gesamtgerichte | Deutschendorf     | später errichtet |
| Patrimonialgerichte                     | Hospitalkollegium                                     | Königsberg        | später errichtet |

Die Justizämter waren für die Staatsdomänen zuständig. Da einzelne Domänen für ein Gericht zu kleinteilig gewesen wären, wurden diese auf Ebene eines oder mehrerer Kreise zusammengefasst. Die Stadtgerichte waren jeweils für das Gebiet ihrer Stadt zuständig. Im Rahmen der Vereinheitlichung der Gerichte wurden diese im Laufe der Zeit in Land- und Stadtgerichten zusammengefasst. Daneben bestanden 712 Patrimonialgerichte im Sprengel des Oberlandesgerichts.

## Richter
- Ernst Gottlob Morgenbesser (ab 1804 Direktor, ab 1809 Vizepräsident und ab 1820 Chefpräsident)
- Carl von Wegnern (ab 1818 Vizepräsident, später Chefpräsident)